# محافظة فيتشيت
محافظة فيتشيت (بالتايلاندية:พิจิตร) (بالإنجليزية:Phichit)، هي واحدة من ستة وسبعين مقاطعة في تايلاند، تقع في أسفل شمال تايلاند [الإنجليزية] على بعد 330 كم شمال بانكوك. تحدها من الشمال باتجاه عقارب الساعة مقاطعات: ناخون ساوان وكامفاينغ فيت وفيتشابون وفيتسانولوك.

## الجغرافيا
يتدفق نهر نان [الإنجليزية] و نهر يوم [الإنجليزية] ويتحدان قبل وقت قصير من تشكل نهر تشاو فرايا. تتكون المقاطعة بشكل أساسي من سهول نهرية منخفضة الخصوبة، مما يجعل الأرز واللوتس من المحاصيل الرئيسية. تبلغ مساحة الغابات الإجمالية 17 كيلومترًا مربعًا (6.6 ميل مربع) أو 0.4 بالمائة من مساحة المقاطعة.

## التقسيمات الادارية
تقسم المقاطعة إلى 12 منطقة (أمفوات). والتي تقسم بدورها إلى 89 منطقة فرعية (التامبون) و 852 قرية (موبان):
- موينج فيشيت
- وانغ ساي فون
- شانغ براتاب فو
- هين تافان
- بانج ناك مون
- فو تلي